# Huta Szkła „Jabłonna”
Huta Szkła „Jabłonna” – huta szkła użytkowego działająca w latach 1897–1944 w Legionowie.
W 1897 naprzeciw nowych budynków koszarowych garnizonu Legionowo oraz stacji kolejowej klasy IV Jabłonna Nowa (dziś Legionowo) została wybudowana Huta Szkła „Jabłonna”. Jej założycielem był hrabia August Potocki. Na początku XX wieku huta zatrudniała około 60 osób. Produkowano butelki o pojemność 0,5 i 0,3 litra oraz szkło apteczne. Zakład był nastawiony głównie na produkcję butelek do piwa „Porter” z browaru Okocim.
Huta ta przodowała na polskim rynku, będąc prekursorem w produkcji butelki zestandaryzowanej, w przeciwieństwie do stosowanych w latach 20. butelek z hut ręcznych, słabej jakości, różnych rozmiarów, etc. Produkcja butelek niskiej jakości hamowała rozwój techniczny browarów, gdyż nie nadawały się one do linii rozlewniczych – zbyt często pękały. W hucie Jabłonna prowadzono badania jakości butelek na specjalnym aparacie ciśnieniowym skonstruowanym w hucie. Butelki typu eksport wyprodukowane w hucie, w testach pękały w 0,6%, podczas gdy popularne wówczas tzw. porterówki pękały w 100% (dokładnie pękło 1000 na 1000 badanych sztuk). W latach 1921–1922 w hucie prowadzono doświadczenia nad kolorem szkła najlepszego do przechowywania piwa, wykazując, że najlepsze były szkło ciemno rubinowe, praktycznie jednak niedostępne ze względu na konieczność użycia w produkcji tlenku złota. Pozostawało szkło oranżowe. Doświadczenie udowodniło fatalny wpływ szkła białego na piwo, które psuło się szybciej, skracając okres przechowywania nawet o 15%. W 1929 huta uruchomiła pierwszą w Polsce, w pełni zautomatyzowaną linię produkcyjną firmy Roirant. Zakończenie inwestycji w hucie zbiegło się z wielkim kryzysem ekonomicznym. Spożycie piwa gwałtownie zmalało, browary wprowadzały oszczędności, pomimo tego huta Jabłonna pozostała liderem wśród polskich hut szkła.
18 stycznia 1930 roku (inne źródła podają datę 1931 r.) pożar strawił wygaszony piec wraz z budynkiem i instalacjami. W ciągu kilku miesięcy przygotowano piec rezerwowy. 1 marca 1930 r. (inne źródła podają datę 1931 r.) wznowiono produkcję butelek tak maszynowych oraz ręcznych. Huta produkowała tańsze butelki w technologii ręcznej.
Huta szkła w 1944 roku została wysadzona w powietrze przez wojska niemieckie. Huta Jabłonna w okresie międzywojennym była prawdopodobnie największym tego typu zakładem w Polsce.